# IKEA
IKEA (viết tắt của Ingvar Kamprad Elmtaryd Agunnaryd) là một doanh nghiệp tư nhân của Thụy Điển. Hiện nay, đây là tập đoàn bán lẻ đồ nội thất lớn nhất thế giới; chuyên về thiết kế đồ nội thất bán lắp ráp, thiết bị và phụ kiện nhà ở.
IKEA được thành lập năm 1943 bởi một thanh niên 17 tuổi, Ingvar Kamprad sống ở Thụy Điển, tên gọi IKEA bắt nguồn từ các chữ cái đầu của tên của người sáng lập (Ingvar Kamprad), các trang trại, nơi ông đã lớn lên (Elmtaryd) và giáo xứ nhà mình (ở Agunnaryd, trong Småland, Nam Thụy Điển).
Website của IKEA chứa khoảng 12000 sản phẩm đại diện cho toàn bộ các nhãn hàng của IKEA. Khoảng 470 triệu lượt truy cập vào website từ tháng 9/2007 đến tháng 9/2008. IKEA là nơi tiêu thụ gỗ lớn thứ 3 thế giới sau The Home Depot và Lowe's.